# マウイサウルス
マウイサウルス (Mauisaurus)は中生代白亜紀後期、7700万年前のニュージーランドに生息していた首長竜の一属。エラスモサウルス科に属する。過去には複数の種が本属に分類されていたが、2017年の論文でマウイサウルスは疑問名であり、レクトタイプに限定されると宣言された。
マウイサウルスの名は「マウイのトカゲ」を意味する。当時のニュージーランドの最大の首長竜類で、恐らく最大の水棲爬虫類だった。

## 記載

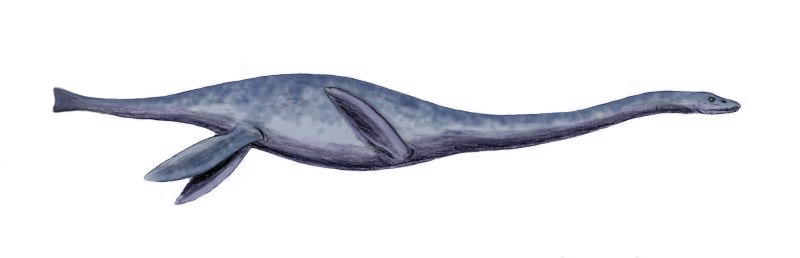
復原図

マウイサウルスは、68個という頸椎の多さと全ての首長竜の中で最も長い首によって特筆すべきである。マウイサウルスは全長8mに達した。他の首長竜のように、多数の脊椎をもつ細長い体をもち、柔軟に運動できた。体の下側には二対の大きな鰭をもっていた。それらは高速で遊泳することを可能にしていたが、海岸には短い時間しかとどまれなかったはずである。マウイサウルスは鋭い乱杭歯で魚やイカを捕らえる動物食性動物だった。

## 発見
マウイサウルスの化石は全てニュージーランド南島カンタベリーの近くで発見されている。そのうちの一つはモササウルス類と格闘している状態で発見された。マウイサウルス・ガルドネリ Mauisaurus gardneri は1877年にフォークストーンのグールト・クレイから発見されたいくつかの脊椎と大腿骨に基づくが、1962年にサミュエル・ウェルズが出版した首長竜類のオーバービューの中で不要名と見なされた。
マウイサウルスの名はニュージーランド先住民のマオリ族の神話に登場する半神マウイに因んでいる。マウイは釣針を使ってニュージーランドの土地を海底から引き上げたと言われている。種小名haastiは1870年に最初にマウイサウルスを発見したジュリアス・ハーストへの献名である。その標本は1874年に記載された。

## 文化
マウイサウルスはニュージーランド産の数少ない古生物の一つであるため、一般国民に良く受け入れられた。1993年10月、ある切手のセットが一般に販売された。それは他の多くの恐竜その他の古生物を描いたもので、マウイサウルスは1.20ドルの切手で獲物を狩っている様子が描かれた。